# Parc national de Teijo
Le parc national de Teijo (en finnois : Teijon kansallispuisto), suédois : Tykö nationalpark) est un parc national situé dans le sud-ouest de la Finlande, près de la ville de Salo. Le parc a été créé le 1er janvier 2015 et couvre une superficie de 34 kilomètres carrés.

## Présentation
Le parc est géré par Metsähallitus. Dans le parc national, il y a une tourbière eutrophe, un type de tourbière qui a presque disparu dans le sud de la Finlande. Les forêts sont principalement composées de jeunes pins. Le parc abrite également plusieurs espèces de poissons d’eau douce, des oiseaux nicheurs, notamment des oies, des grues, des bécasseaux et des tétras; et les mammifères comme l’élan et le cerf.
Il y a environ 50 kilomètres de sentiers balisés dans le parc.
Sont inclus dans le parc national des sites industriels historiques, y compris une ancienne usine métallurgique à Kirjakkala. Le site contient de nombreuses maisons en bois datant des années 1800 qui ont été restaurées dans leur état d'origine.